# Four Rooms
Four Rooms (auch unter dem deutschen Titel Silvester in fremden Betten bekannt) ist ein Episodenfilm der Regisseure Allison Anders, Alexandre Rockwell, Robert Rodriguez und Quentin Tarantino aus dem Jahr 1995.

## Über den Film
Der Film besteht aus vier Kurzgeschichten, welche von verschiedenen Regisseuren gedreht wurden. Die Vorlage Penthouse – Der Mann aus Hollywood stammt von Roald Dahl. Die vier Episoden besitzen alle ihren eigenen Handlungsstrang, der jeweils in einem der Zimmer eines Hotels spielt. Den roten Faden, der sich durch alle Geschichten zieht, stellt der Hotelpage Ted – „The Bellhop“ (gespielt von Tim Roth) – dar, der seine erste Nachtschicht am Anfang einer Silvesternacht in dem Hotel antritt. In den vier Räumen erlebt er dabei einige mehr oder weniger angenehme Abenteuer, die sich für ihn finanziell letztlich aber als recht rentabel herausstellen.
Neben Tim Roth spielen Antonio Banderas, Madonna, Quentin Tarantino und Bruce Willis mit. Die Produktionsfirma dahinter war Tarantinos A Band Apart.
Dem Film ging keine lange Planungsphase voraus. Vielmehr trafen die vier Regisseure mehr oder weniger zufällig zusammen. Da alle vier recht ähnliche Filme machen, war die Idee eines gemeinsamen Werkes schnell gefasst.

## Handlung
Im Vorspann übergibt ein alter Hotelpage seinem Nachfolger, Ted, die Schlüssel und erzählt von seiner Arbeit als Hotelpage. Er gibt Ted den dringenden Rat, sich auf keine sexuellen Eskapaden im Hotel einzulassen.

### Honeymoon Suite – Die fehlende Zutat
Regie: Allison Anders

OT: The Missing Ingredient

In der Honeymoon Suite hat sich ein Hexenzirkel eingemietet – bestehend aus fünf Hexen Athena, Elspeth, Eva, Jezebel und Raven, die ihre Göttin Diana wieder zum Leben erwecken wollen, da sie vor 40 Jahren mit einem Fluch belegt wurde, der sie in einen Stein einschloss.
Genau 40 Jahre später, in der Hochzeitsnacht von Diana, in der alles geschah, wollen die fünf ihr Opfergaben bringen, um den Bann zu brechen: Muttermilch, Jungfrauenblut, Schweiß von 5 Männern, über ein Jahr gesammelte Tränen und das Sperma eines Mannes.
Eva, die jüngste Hexe, ist zuständig für das Sperma des Mannes, doch anstatt es zu sammeln, hat sie es geschluckt. Die restlichen Mitglieder ihres Zirkels sind sauer auf sie, denn diese Zutat ist am wichtigsten. So muss der Hotelpage Ted als Samenspender herhalten und bekommt immerhin 50 US-Dollar für eine schnelle Nummer mit der schönen Hexe Eva. Nachdem Ted das Zimmer verlassen hat, kann Diana wieder zum Leben erweckt werden.

### Zimmer 404 – Der falsche Mann
Regie: Alexandre Rockwell

OT: The Wrong Man

Bei Hotelzimmer 404 landet Ted, obwohl er eigentlich eine ganz andere Atmosphäre erwartet hat (Disco-Musik, Tanzen und viel Alkohol), in einem düsteren Zimmer. Die Bewohner dieses Zimmers sind Sigfried und seine Frau Angela, die beide eine Vorliebe für Psychosex haben.
Angela ist an einen Stuhl gefesselt und Sigfried bedroht sowohl sie als auch Ted mit einer Waffe. Sigfried scheint rasend eifersüchtig zu sein und Ted fürchtet um sein Leben. In einem Moment der Unaufmerksamkeit gelingt es Ted fast zu fliehen. Danach muss er Sigfried am Ende der Szene das Leben retten, da dieser einen Herzanfall erleidet. Jedoch gibt er zu, dass das alles nur ein Test war, um die Liebe seiner Frau zu ihm zu testen. Alle sind nun glücklich, bis zu dem Zeitpunkt, als Angela lügt, dass Ted schon unzählige Male mit ihr geschlafen habe, und bezogen auf seine körperliche Beschaffenheit anmerkt: „Was Gott den Zwergen angetan hat, hat er bei Teddy wieder gutgemacht.“ Ted gelingt es jedoch, den Raum körperlich unbeschadet zu verlassen.

### Zimmer 309 – Die Ungezogenen
Regie: Robert Rodriguez

OT: The Misbehavers

Zimmer 309 wird von einer Familie bewohnt. Um die Silvesternacht auswärts feiern zu können, heuern die Eltern den Pagen Ted für 500 US-Dollar als Babysitter für Sohn und Tochter an. Den Kindern rät der Vater, sich anständig zu benehmen. Die beiden machen Ted mit ständigen Anrufen und ihren Handlungen den Silvesterabend zur Hölle. Während sie das Hotelzimmer verwüsten, finden sie die Leiche einer Prostituierten in ihrem Bett.
Ted rast hinauf ins Zimmer 309 und sieht die beiden Kinder mit Zigarette im Mund und einer Schnapsflasche in der Hand. Ted rastet aus und glaubt ihnen kein Wort über die Leiche. Als er sie jedoch selbst entdeckt, ruft er sofort die Polizei. Da er aber so schlecht über die Tote redet, rammt ihm die Kleine eine Spritze aus einem im Nachtschrank gefundenen Drogenbesteck in sein Bein. Das Zimmer steht plötzlich in Flammen, als die am Boden liegende Zigarette den Schnaps entzündet, und zu allem Übel hüpft Ted auf die Fernbedienung, worauf sich auf dem Fernseher der Erotikkanal einschaltet. In diesem Augenblick betritt der Vater das Zimmer und fragt die Kinder, ob sie sich auch anständig benommen hätten.

### Penthouse – Der Mann aus Hollywood
Regie: Quentin Tarantino

OT: The Man from Hollywood

Ted wird ins Penthouse gerufen, wo er zu seinem Erstaunen von Angela begrüßt wird. Im Penthouse läuft eine Wette zwischen zwei Männern, Chester Rush und Norman, bei der Ted eine Rolle spielen soll. Folgende Gegenstände sind bei dieser Wette wichtig: Ein Kübel mit Eis, ein Holzbrett und ein Hackebeil.
Nach den ersten Andeutungen über die Wette ist Ted, der Page, unwillig irgendeine Rolle dabei zu übernehmen und will gehen. Daraufhin wird er von Chester und nach und nach allen anderen anwesenden Personen sowie letztendlich mit 100 US-Dollar für eine Minute Zuhören davon überzeugt, sich die ganze Geschichte anzuhören.
Norman hat gewettet, dass er es schafft, sein Glücks-Zippo 10 Mal hintereinander anzuzünden. Wenn er es nicht schafft, dann wird ihm der kleine Finger abgehackt, sollte er es jedoch schaffen, gewinnt er Chesters 1964er Chevrolet Chevelle. Ted soll bei dieser Wette die Rolle desjenigen übernehmen, der im Bedarfsfall den Finger abhackt. Natürlich möchte er nicht mitmachen, aber lässt sich umstimmen, als Chester ihm weitere 1.000 US-Dollar bietet.
Norman schafft es jedoch nicht, die Wette zu gewinnen, denn schon beim ersten Mal versagt das Feuerzeug. Also hackt ihm Ted den kleinen Finger ab, kassiert das Geld und verlässt das Penthouse zügig. Die Szene deutet an, dass die hysterisch schreienden Penthousebewohner sich mit dem Finger ins Krankenhaus aufmachen, um diesen wieder annähen zu lassen. Diese Episode basiert auf einer der bekanntesten Erwachsenengeschichten des norwegisch-walisischen Schriftstellers Roald Dahl, The Smoker (auch bekannt als Man from the South).

## Verbindungen zwischen den Räumen
Die Episoden werden chronologisch gezeigt, bis auf The Misbehavers und The Wrong Man, deren Handlungen sich überschneiden.
- Am Anfang von The Misbehavers hängt Ted zwei der drei Kirschen, die Eva in The Missing Ingredient bis zur ersten Kuss-Szene mit Ted im Haar trägt, zu Evas Visitenkarte, die sich erstaunlicherweise bereits an der Pinnwand befindet. Die dritte Kirsche hält Eva bei der Rückkehr der anderen vier Hexen und während des dann folgenden Rituals zur Wiedererweckung der „Göttin“ Diana in der Hand.
- Sarah in The Misbehavers ruft wahllos in einem Zimmer des Hotels an. Der Mann am anderen Ende ist Sigfried aus The Wrong Man während der ersten Szene dieser Episode („Hier gibt’s keine Spritzen, du Dreikäsehoch. Nur eine Mords-Knarre, verdammt nochmal.“). Somit müsste The Misbehavers eigentlich die zweite Episode sein, da es deutlich vor Teds Eintritt in das Zimmer 404 beginnt, wo The Wrong Man spielt.
- Die Party, auf der das Eis fehlt, findet im Zimmer direkt oberhalb des Zimmers 404 (The Wrong Man) statt – ein Fakt, den Ted bereits während des einleitenden Telefonates zu The Wrong Man am Steckerbrett in der Telefon-Zentrale des Hotels hätte erkennen können und der in der Toiletten-Fenster-Szene von dem betrunkenen Party-Gast (der wohl der Anrufer aus der Start-Szene dieser Episode ist und den Pagen vielleicht an seiner Stimme wiedererkennt) mit dem recht nachdrücklich hervorgewürgten „Eis!“ bestätigt wird.
- In The Wrong Man bezieht sich Ted mit seiner Bemerkung über „abartiges Voodoo-Zeug“ auf das hexische Ritual aus The Missing Ingredient.
- Unmittelbar nachdem Ted das Zimmer 404 verlassen hat, stößt er im Flur mit einem Gast zusammen, der sich im Hotel verlaufen hat und nun wieder das Zimmer mit der Party sucht. Als Ted – von den vorangegangenen Ereignissen noch ziemlich gestresst – dem Gast keine Auskunft gibt, betritt dieser irrtümlich Zimmer 404, wo mit seinem Geständnis, er heiße (ebenfalls) Theodor, das Szenario von The Wrong Man erneut beginnt.
- Angela taucht in The Wrong Man und The Man from Hollywood auf.
- Zu Beginn des The Man from Hollywood erinnert sich Ted an die drei Episoden vorher.

## Veröffentlichung
Der Film feierte am 16. September 1995 – im Rahmen des Toronto International Film Festivals – seine Weltpremiere. In den Vereinigten Staaten wurde der Film am 25. Dezember 1995 veröffentlicht, die Erstaufführung in Deutschland fand am 29. Februar 1996 statt. Am 15. März 1996 kam der Film in den Schweizer Kinos. Am 20. August 1996 wurde der Film mit deutscher Tonspur erstmals auf VHS, 12. Februar 1999 auf DVD und am 5. April 2012 auf Blu-ray veröffentlicht. Die deutschsprachige TV-Premiere erfolgte am 30. Dezember 1998 um 00:45 Uhr bei der ARD.

## Rezeption

### Einspielergebnisse
Die Produktionskosten des Films werden auf 4 Millionen US-Dollar beziffert. Four Rooms konnte in den USA und Kanada rund 4,3 Millionen US-Dollar einnehmen. In Europa wurden über 1,6 Millionen Kinotickets verkauft, darunter 41.130 in Deutschland und 18.384 in der Schweiz.

### Kritik
Der Film wurde von den Kritikern nahezu negativ aufgenommen. Das Filmkritik-Portal Rotten Tomatoes gibt für den Film 13 % positive Rezensionen an, basierend auf 45 Kritiken. Zusammenfassend heißt es dort: „Four Rooms ist mit einer Menge Talent vor und hinter der Kamera besetzt, schafft es aber nur zu einer besonders holprigen – und erschreckend uninspirierten – Anthologie zu werden.“ Eine von CinemaScore vorgenommene Umfrage unter US-amerikanischen Kinobesuchern kam zu dem Ergebnis, dass die Zuschauer dem Film eine Durchschnittsnote von B– vergaben, was der deutschen Schulnote 2– bzw. knapp gut entspricht.
Madonna erhielt die Goldene Himbeere als Schlechteste Nebendarstellerin.

„Ein Episodenfilm, der weitgehend kurzweilige Unterhaltung mit makabren Akzenten bietet. Eine reizvolle Fingerübung, die dem Darsteller des Hotelboys als Bindeglied zwischen den Episoden Gelegenheit bietet, alle Register seines Könnens zu ziehen.“

„Vier Regisseure kreierten diesen Episodenfilm und vergaßen das Wichtigste: die Knaller.“

„Vier komisch überzeichnete Kurzgeschichten [… können] den großen Erwartungen nur bedingt entsprechen. Einzig Rodriguez’ aberwitzige Comic-Episode verdient sich das Prädikat ‚überragend‘. […] Allison Anders’ und Alexandre Rockwells Segmente sind in direkter Abfolge die Schwachpunkte der Anthologie. Anders’ Geschichte […] verfügt über das richtige Quantum Erotik, bleibt jedoch ohne wirkliche Überraschung und Höhepunkt. Bei Rockwells ‚Two Sides of a Plate‘ hapert es schon bei der eigentlichen Story, die kein Zentrum und keine Richtung hat. […] Robert Rodriguez entfacht im Vergleich einen Wirbelsturm mit seinem Meisterstück an rasendem Schnitt, extremen Nahaufnahmen und perfektem Timing […].“

## Trivia
- In der Comic-Episode im Vorspann des Films ertönt das Geräusch des auf den Boden fallenden und dort kurz herumklimpernden Projektils, bevor es wieder aus dem Ohr des Pagen austritt und sichtbar nach unten aus dem Bild fällt.
- Die Schwarz-Weiß-Szenen im Fernsehen in der Episode Die Ungezogenen sind Szenen aus Rodriguez’ Kurzfilm Bedhead.
- Die Zigaretten, die Ted raucht, sind von der fiktiven Marke Red Apple, welche in Pulp Fiction, Kill Bill – Volume 1, Planet Terror, The Hateful Eight und Once Upon a Time in Hollywood ebenfalls auftauchen.
- Für die Rolle des Pagen Ted war eigentlich Steve Buscemi vorgesehen, der jedoch aus Imagegründen absagte.
- Bruce Willis wird, im Gegensatz zu seinem Hairstylisten, im Abspann des Filmes nicht genannt, da er gegen die Regel der Screen Actors Guild verstieß und bei dem Film ohne Gage mitspielte als Gefallen für Quentin Tarantino.
- Ursprünglich sollte Richard Linklater auch einen Teil zum Film beisteuern, sodass er Five Rooms heißen sollte.
- Der 1964er Chevelle Malibu, welcher in der Episode Der Mann aus Hollywood zu sehen ist, ist der gleiche Wagen, den John Travolta in Pulp Fiction fährt.
- In der Episode Die Ungezogenen schauen die Kinder den gleichen Cartoon, den auch Ritchie in From Dusk Till Dawn sieht.
- Der erste Teil von Der Mann aus Hollywood ist komplett ungeschnitten, dies macht sich unter anderem dadurch bemerkbar, dass sich Tarantino an seinem Champagner verschluckt.
- Die Tänzerin auf dem Erotikkanal in der Episode Die Ungezogenen wird von Salma Hayek dargestellt.